# 15810 Arawn
15810 Arawn (designação provisória: 1994 JR1) é um plutino, com uma ressonância orbital 2:3 com Netuno, similar a Plutão. Foi descoberto em 12 de maio de 1994 por M. J. Irwin e A. Zytkow. Possui um semieixo maior de 39,331 UA e um período orbital de 246,67 anos. Seu diâmetro é de 127 km.
15810 Arawn é atualmente um dos objetos mais próximos de Plutão. Em 2017, ele esteve a apenas 2,7 UA de Plutão.
Foi inicialmente o melhor objeto para um sobrevoo da sonda New Horizons após seu encontro com Plutão em 2015, mas outros objetos melhores foram posteriormente encontrados.